# Església de Dzveli Gavazi
L'església de la Mare de Déu de Dzveli Gavazi és un edifici cristià medieval de l'Església ortodoxa georgiana a la regió oriental de Kakhètia, a Geòrgia. Es tracta d'una planta de quatre petxines amb la cúpula situada al centre de l'església. No se sap exactament quan es va construir. L'església està datada del segle vi per raons tipològiques, i va ser remodelada amb l'addició d'un deambulatori en una data posterior, probablement al segle ix. Se li va fer una gran reparació l'any 1852. L'església està inscrita en la llista dels Monuments Culturals destacats de Geòrgia.

## Història
L'església està situada al poble d'Akhalsopeli, al municipi de Qvareli, al peu del Gran Caucas. El seu nom, que significa 'vell Gavazi', reflecteix el fet que els camperols, assolats per les incursions dels seus veïns de Daguestan, van abandonar les seves cases al començament del segle xviii i es van traslladar a les ribes de l'Alazani, on van fundar Akhali Gavazi, 'nou Gavazi'. Sota el domini rus, el príncep Ivane Amilkhvari, ajudant de camp del virrei Mikhail Vorontsov, va dirigir el reassentament del llogaret abandonat, que es va anomenar Akhalsopeli, 'un nou llogaret', el 1850, i va fer restaurar l'antiga església dos anys més tard. Aquest fet es commemora en un text inscrit en una làpida de pedra vermella, a la part superior de la porta sud del deambulatori. Al 1971, una expedició arqueològica del Museu Nacional de Geòrgia va descobrir 35 sepultures al cementiri, amb artefactes que daten del segle x al xviii.

## Descripció

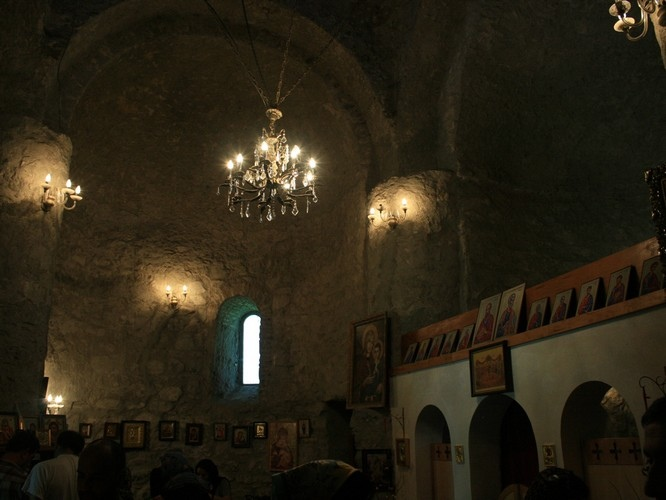
Interior de l'església

L'església de Dzveli Gavazi té quatre absis semicirculars, amb volta de quadrant d'esfera, que sobresurten a cada costat d'un quadrat. Embolcallant prop de les tres quartes parts hi ha un deambulatori, que acaba a l'absis nord. L'edifici està rematat per la cúpula central, que se sosté en un tambor octogonal, perforat per tres finestres, una a l'est, una altra al sud i una altra a l'oest. La transició del quadrat al cercle de la cúpula es realitza mitjançant petxines, que sorgeixen de quatre columnes semicirculars construïdes amb enderrocs sense l'element unificador intermedi d'un capitell. Dzveli Gavazi té una analogia a Kakhètia, a la catedral de Ninotsminda, també de quatre pisos; la regió estava dominada a la primera meitat de l'edat mitjana per la basílica de les «tres esglésies», és a dir, una basílica amb dos absis laterals al nord i al sud de la nau central.